# Opoczno
Opoczno (ros. Опочно, jid. ‏אפאטשנא‎, hebr. ‏אופוצ'נו‎) – miasto w województwie łódzkim,  siedziba powiatu opoczyńskiego i gminy miejsko-wiejskiej Opoczno. Położone nad rzekami Wąglanką i Drzewiczką, na krańcu Wyżyny Przedborskiej, historycznie na Mazowszu, a dokładnie w Ziemi Radomskiej. Stare Opoczno i Nowe Opoczno były miastami królewskimi Korony Królestwa Polskiego. Miasto królewskie w powiecie opoczyńskim województwa sandomierskiego w drugiej połowie XVI wieku.
Według danych GUS z 31 grudnia 2019 roku miasto liczyło 21 060 mieszkańców.

## Położenie
Miasto leży we wschodniej części województwa łódzkiego, w północnej części mezoregionu Wzgórza Opoczyńskie, szerzej na pograniczu Wyżyny Małopolskiej i Niziny Mazowieckiej, u ujścia rzeki Wąglanki do Drzewiczki – prawego dopływu Pilicy.
Historycznie należy do Mazowsza (dokładnie Ziemia Radomska). Leżało w ziemi sandomierskiej, następnie w województwie sandomierskim, gdzie było siedzibą powiatu. W latach 1975–1998 miasto administracyjnie należało do woj. piotrkowskiego, zaś przed 1975 r. do woj. kieleckiego.

## Historia
- 1191 – wymienienie drewnianego kościoła pw. św. Magdaleny[6]
- 1284 – wzmianka o miejscowości Opoczno w związku z przypisaniem osady przez Leszka Czarnego do kolegiaty sandomierskiej
- 1347 – przeniesienie osady z kościołem św. Marii Magdaleny ze Staromieścia (w rejonie dzisiejszego cmentarza parafialnego) na obecne miejsce
- 1349 – Kazimierz Wielki wymienia Opoczno w dokumencie jako miejscowość leżącą na drodze kupieckiej z komorą celną. Opoczno leżało na skrzyżowaniu drogi z Torunia do Lwowa oraz z Wrocławia do Włodzimierza
- 1365 – przywilej Kazimierza Wielkiego przenoszący miasto Opoczno z prawa średzkiego na prawo magdeburskie[7]
- Pierwszym starostą miasta w 1368 został Sobek z Wyszkowic
- 1405 – na terenie miasta został zbudowany szpital (budynek obecnie nie istnieje, spłonął w pożarze miasta w roku 1462). Instytucji sfinansowanej przez wójta opoczyńskiego Jana Hanko Kiełbasę nadano nazwę Szpital Świętego Ducha i świętego Leonarda a prowadzeniem szpitala zajmowali się zakonnicy z Zakonu Ducha Świętego, który istniał w Opocznie do kasaty w roku 1864[8][9]
- 1409, 1413, 1414, 1432 – na zamku w Opocznie przebywał król Władysław Jagiełło
- Rozwój miasta nastąpił w okresie od XIV do XVI wieku
- XV – XVIII w. – miejsce sądów szlacheckich: ziemskiego i grodzkiego[10]
- 1440 – sprzedanie przez króla starostwa Mszczujowi ze Skrzynna herbu Łabędź za 400 grzywien
- 1459 – król przeniósł zastaw Opoczna z rąk Jana Mszczujowica ze Skrzynna w ręce kasztelana radomskiego Eustachego ze Sprowy
- 1478 – po śmierci Eustachego ze Sprowy prawa do dochodów ze starostwa przeszły na jego synów Jana i Stanisława Odrowążów ze Sprowy
- 1483 – wielki pożar miasta, w związku z czym król zwolnił mieszczan z podatków na 8 lat
- 1550 – za zgodą króla Zygmunta Augusta miasto zostało wyposażone w sieć wodociągów[9]
- 1555 – starostwo wykupił za zgodą króla stolnik sieradzki Wincenty Przerembski
- 1582 – Opoczno uzyskało przywilej de non tolerandis Judaeis[11].
- 1646 – w Opocznie wybudowana została synagoga
- 1655, 11 września – pod miastem doszło do potyczki pomiędzy wojskami polskimi i szwedzkimi pod dowództwem feldmarszałka Wittenberga[12]. W wyniku trwających wojen szwedzkich miasto zostało zniszczone
- 1787 – na zamku w sali sądowej owacyjnie przywitany został król Stanisław August Poniatowski
- 1793 – wybudowanie nowego murowanego parterowego dworu starostwa w Opocznie-Starostwie
- przed 1800 – wybudowanie przez społeczność żydowską synagogi
- 1795 – wcielenie do zaboru austriackiego
- 1809 – miasto włączone do Księstwa Warszawskiego
- 1815 – miasto w zaborze rosyjskim (w ramach Królestwa Polskiego)[13]
- 1874 – odbudowa zamku na starych fundamentach
- 1880 – uruchomiono produkcję płytek ceramicznych, dziś znanych pod marką „Opoczno” lub „Opoczno S.A.”
- Kolejnym trudnym dla miasta okresem są lata 1891–1893, kiedy wybucha epidemia cholery
- 1885–1890 – budowa linii kolejowej[14]
- 1900 – w Opocznie powstała Ochotnicza Straż Ogniowa
- 1910 – na terenie miasta zbudowano sieć elektryczną
- maj 1915 – do miasta wkraczają węgierskie oddziały gen. Hermana von Kövessa
- 2 sierpnia 1919 – miasto w wyniku ustalenia nowego podziału administracyjnego zostało przyłączone do województwa kieleckiego
- 1 kwietnia 1939 – Opoczno zostaje włączone do województwa łódzkiego
- listopad 1940 – utworzenie przez Niemców getta dla ludności żydowskiej[15]. Przebywało w nim ok. 4000 osób z Opoczna i okolic[15]. W lipcu 1942 ok. 400 osób wywieziono do Skarżyska-Kamiennej, w październiku 1942 ok. 3000 do obozu zagłady w Treblince[15]. W trzech egzekucjach na terenie getta zamordowano ok. 250 osób[15]. Zostało ono zlikwidowane w styczniu 1943[15].
- lipiec 1942 – grupa konspiracyjna miejscowych Żydów oraz partyzantów z Gwardii Ludowej przecina linię telefoniczną w mieście i rozbraja polskich kolaboracyjnych „granatowych” policjantów, a także konfiskuje pieniądze z kasy miejscowego Judenratu przeznaczone na podatki dla Niemców[16]
- 1945 – miasto zostało zdobyte przez wojska Armii Czerwonej, co zakończyło okres okupacji niemieckiej[17].
- 1953 – otwarta zostaje pierwsza linia autobusowa PKS
- maj 1979 – otwarty zostaje Miejski Dom Kultury
- 1962 – w 20 rocznicę powstania PPR w Alei Sportowej odsłonięto obelisk ku czci ofiar niemieckiego terroru w rejonie Opoczna[18]
- luty 1990 – ukazuje się pierwszy numer tygodnika zatytułowanego „Opoczyńskie Wieści”
- 1994 – powstaje czasopismo „Nowe Echa” skierowane do mieszkańców gminy Opoczno
- 1999 – miasto podczas reformy administracyjnej staje się stolicą nowego powiatu opoczyńskiego; w ramach reformy szkolnictwa w mieście utworzono dwa gimnazja
- Na początku roku 2000 honorowym obywatelem miasta Opoczna został Jan Paweł II
- 14 grudnia 2014 – otwarcie stacji kolejowej Opoczno Południe

## Zabytki

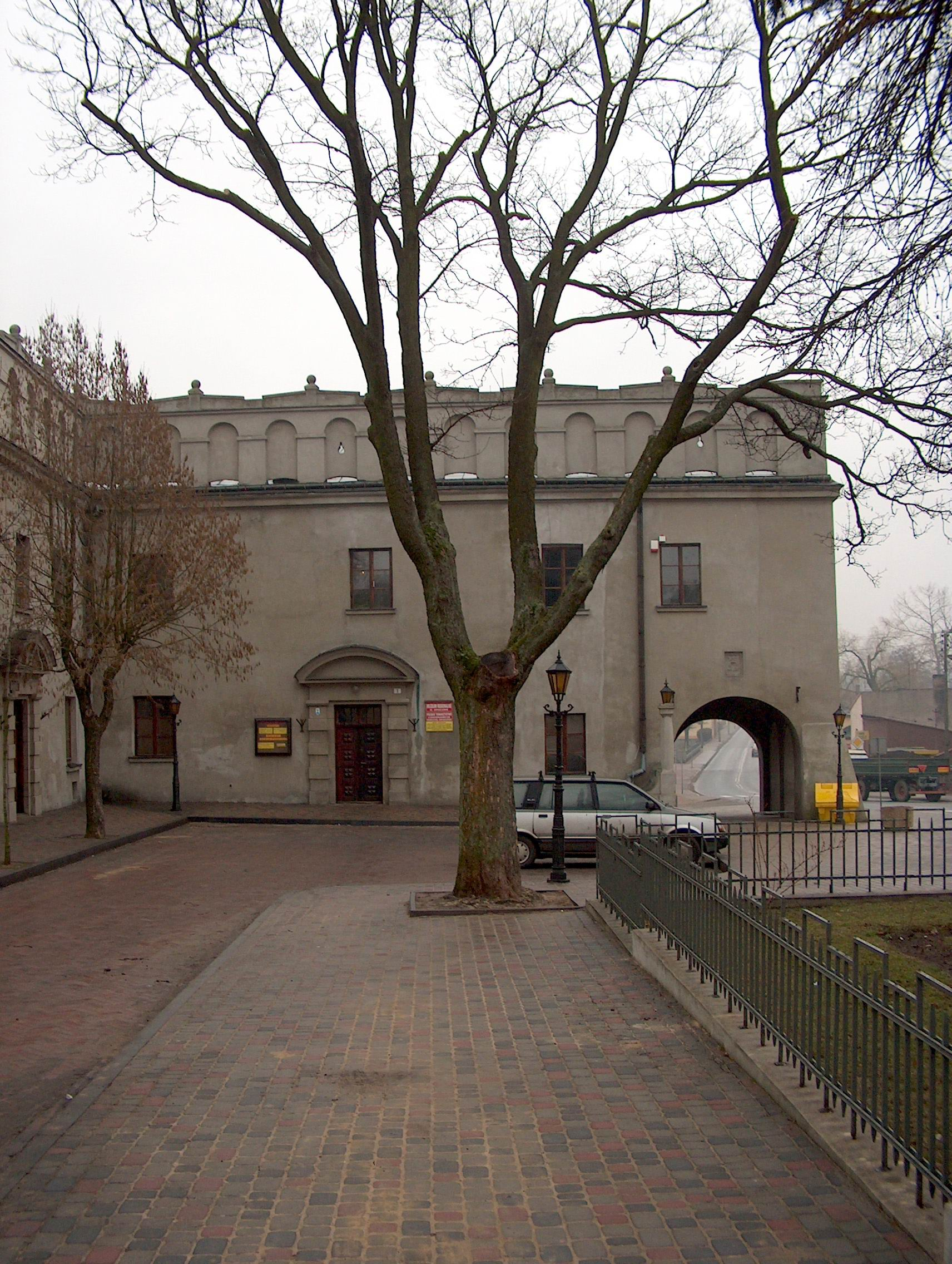
Zamek Kazimierzowski w Opocznie, odbudowany w 1874 roku

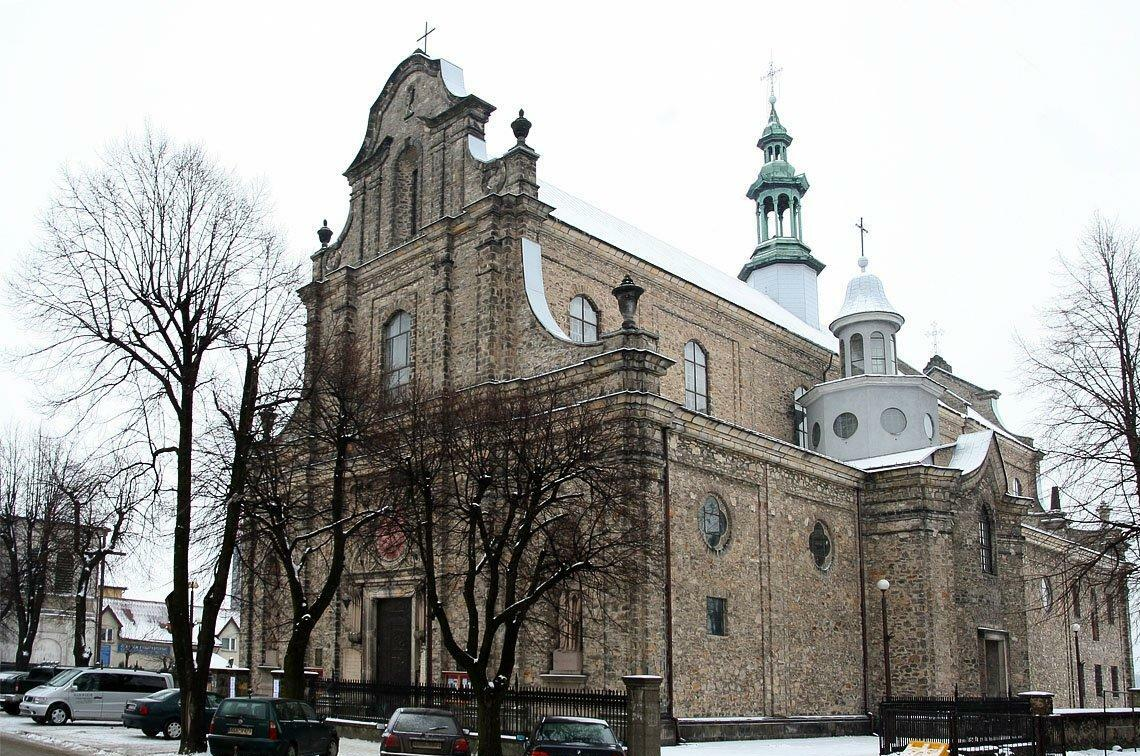
Kolegiata św. Bartłomieja z 1935 roku

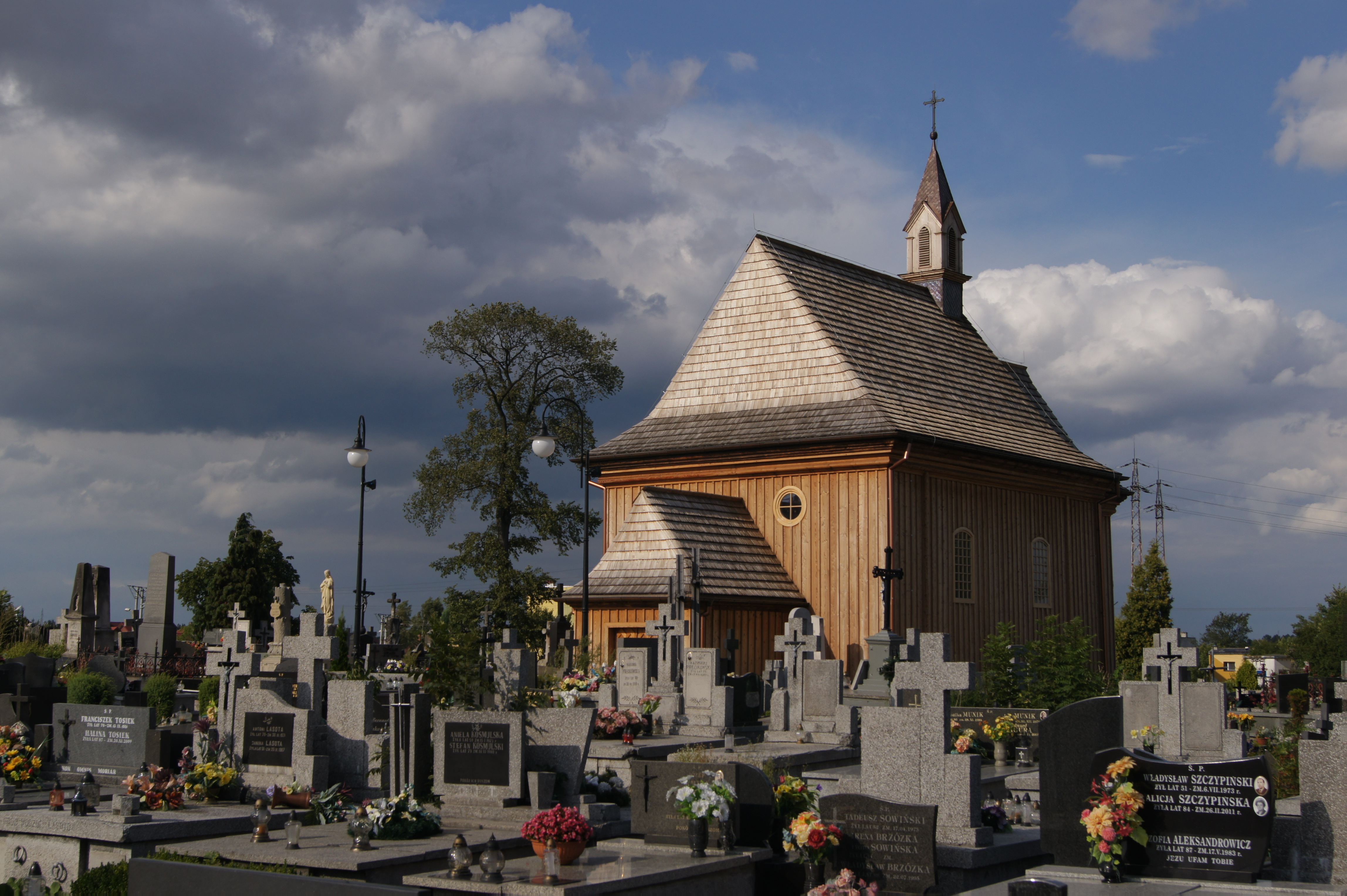
Kościół św. Marii Magdaleny z XVIII w. (cmentarny)

Według rejestru zabytków Narodowego Instytutu Dziedzictwa na listę zabytków wpisane są obiekty:
- śródmieście miasta, nr rej.: 303 z 4.12.1956
- zespół kościoła parafialnego pw. św. Bartłomieja, ul. Kościelna 2:
  - kościół, 1365, 1939, nr rej.: 307 z 1.12.1956 oraz 352 z 21.06.1967
  - dzwonnica, pierwsza połowa XIX, nr rej.: j.w.
  - plebania, 1622, nr rej.: 838 z 6.02.1959
- zamek, obecnie muzeum, pl. Zamkowy 1, połowa XIV w., XVII w., 1927 nr rej.: 306 z 30.11.1956 oraz 272 z 3.11.1977
- zespół dworski „starostwo”, ul. Parkowa / Kolberga, XVII-XIX w., nr rej.: 779 z 30.05.1972 oraz 256 z 6.10.1995:
  - dwór
  - oranżeria
  - spichrz (lamus)
  - dwa czworaki
  - park
- dom „Esterki” (obecnie Powiatowa i Miejska Biblioteka Publiczna), ul. Kościuszki 15, 1500, nr rej.: 305 z 30.11.1956 i z 21.06.1967
- Nowy cmentarz żydowski w Opocznie – data jego powstania pozostaje nieznana, znajduje się on przy ulicy Limanowskiego 23. Wskutek dewastacji – najpewniej z okresu II wojny światowej – do naszych czasów nie zachowały się żadne nagrobki[20]. Zobacz też: Stary cmentarz żydowski w Opocznie

### Zamek
Początki historii zamku sięgają XIV w., kiedy to z inicjatywy Kazimierza Wielkiego na terytorium Polski powstało wiele zamków obronnych. Zamek opoczyński, zbudowany jednocześnie z murami miasta, był typowym zamkiem miejskim tzn. leżał w obrębie miasta. Ze względu na brak źródeł trudno jest ustalić, jak wyglądał w swojej pierwotnej formie.
Zamek opoczyński spełniał rolę siedziby administracyjnej starostów, którzy mieli obowiązek utrzymywania go w stanie pełnego przygotowania na wypadek wojny. Zamek w Opocznie spłonął prawdopodobnie w trakcie wielkiego pożaru miasta w XV wieku. Po remoncie użytkowano go w XVI i XVII wieku, aż do zniszczenia w czasach Potopu szwedzkiego. W ograniczonej formie użytkowano go także później m.in. w wieży mieściło się więzienie. W XVIII wieku po remoncie podejmowano w nim króla Stanisława Augusta Poniatowskiego. W pierwszej połowie XIX wieku był już ruiną. Dzisiejsza forma budynku to efekt historyzującej przebudowy z 1927 roku fragmentu gmachu z XIX wieku, który zbudowano w miejscu gotyckiego zamku. Obecnie w zamku swoją siedzibę ma Muzeum Regionalne.

### Kolegiata św. Bartłomieja
Kościół zbudowano w stylu gotyckim około 1365 roku z fundacji Kazimierza Wielkiego. Posiadał jedną nawę i wieżę. Został zrujnowany w 1812 roku gdy pełnił rolę szpitala. Restaurowany około 1850 przez Henryka Marconiego, rozebrany częściowo 1934 z zachowaniem gotyckiego prezbiterium będącego obecnie boczną kaplicą. Istniejący współcześnie kościół wybudowano w latach 1935–1949.
- kaplica gotycka (dawne prezbiterium kościoła z XIV wieku)
- chrzcielnica gotycka z XV wieku z herbami Rola, Nałęcz, Orzeł, Jastrzębiec, Leliwa, Odrowąż, Poraj, Łabędź
- nagrobek renesansowy rycerza Adam Śmigielskiego z Bnina herbu Ogończyk z 1616 r.
- nagrobek renesansowy chorążego rawskiego Piotra Załuskiego z 1630 r.
- nagrobek Jerzego Karwickiego i Anny z Podlodowskich z 1623 roku
- stalle renesansowe

### Dom Esterki

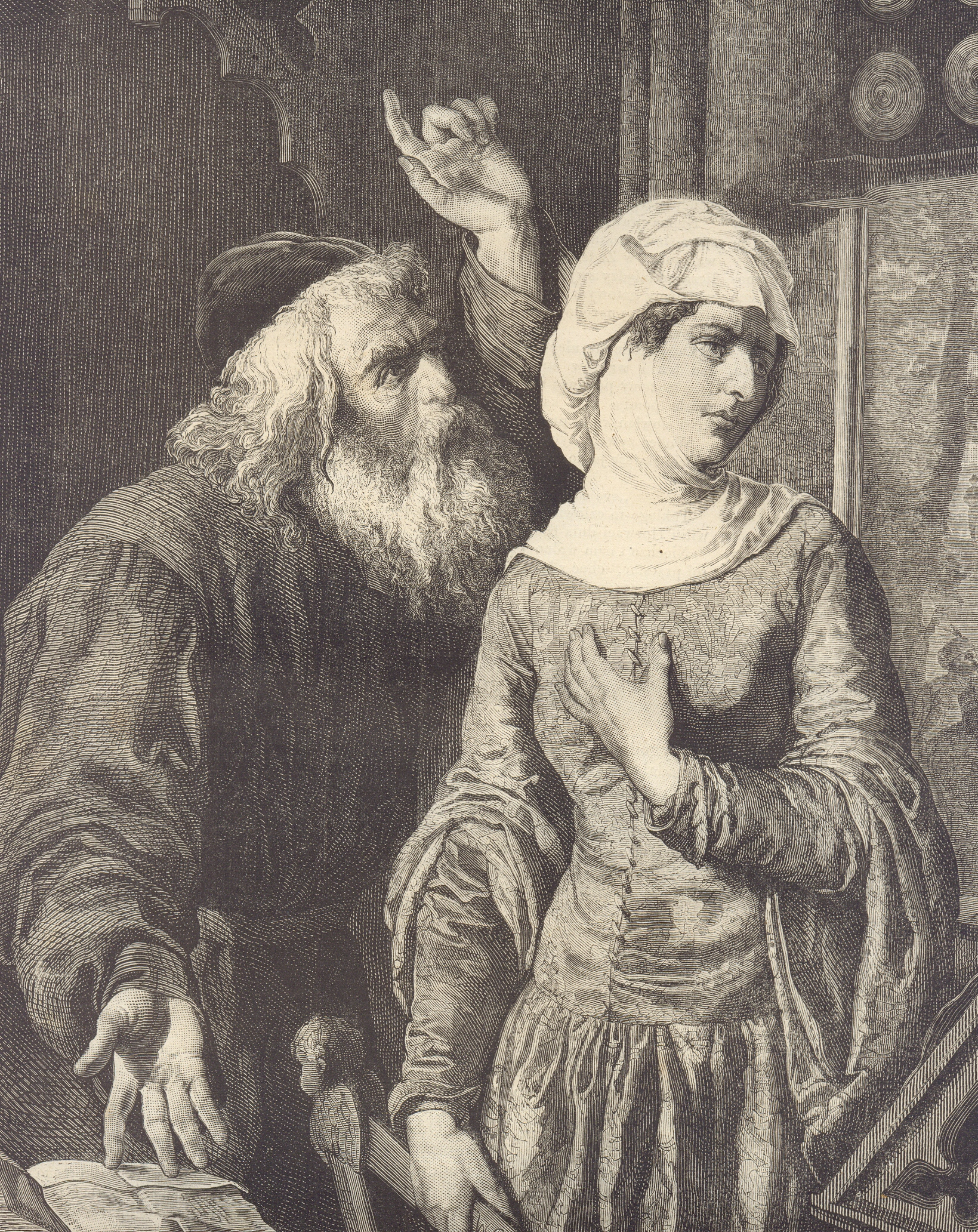
Wojciech Gerson – Esterka Małach, (1873)

Znajdująca się przy rynku kamienica, jest obok zamku, plebanii i zachowanego gotyckiego prezbiterium kościoła, najstarszym zachowanym budynkiem w mieście. Tradycja wiąże powstanie domu Esterki z legendarną ukochaną króla Kazimierza Wielkiego – Żydówką Esterą. Legenda głosi, że Kazimierz Wielki poznał Esterkę polując w lasach pod Opocznem. Podobno gdy zbierała zioła dla swojego dziadka, wypadł na nią spłoszony tur i już miał ją zmiażdżyć, gdy przeszyty oszczepem runął u jej stóp. Początkowo król nie zdradzał, kim jest i podawał się za dworzanina królewskiego.
Istniejący dzisiaj budynek powstał w XVI wieku, lecz uległ zrujnowaniu w pierwszej połowy XIX wieku. Został odbudowany w 1893 r. w nowym kształcie, a w 1927 roku ponownie przebudowany według projektu architekta Majewskiego i z tego okresu pochodzi jego dzisiejszy wygląd. Z pierwotnego budynku na parterze zachowały się dwie sale o sklepieniu kolebkowym oraz tak samo sklepiona piwnica. Ponad oknami pierwszego piętra dojrzeć można fragmenty majuskułowych napisów łacińskich z XVI wieku Zręczna rada nastąpiła, Mąż doskonały służył czasowi, Wszystko obiecał poświęcić pracy i Bogu, Mąż cierpliwy błądził wygnany z miasta jako pasterz któremu oddano w opiekę rzeczy (miasto). W górnej części frontonu widnieje herb województwa sandomierskiego, do którego Opoczno niegdyś należało. Na frontonie kamienicy 19 marca 1931 r. wmurowano tablicę z popiersiem marszałka Józefa Piłsudskiego. Obecnie w budynku znajduje się biblioteka.

### Plebania
Na placu Kościelnym znajduje się piętrowa kamienna plebania z 1622 roku. Podobno w 1655 roku przebywał w niej dowodzący szwedzką armią w czasie Potopu feldmarszałek Arvid Wittenberg. Obecnie na parterze zachowały się pomieszczenia sklepione kolebkowo z lunetami. Nad wejściem wmurowana jest kamienna płyta z poł. XVII w. z herbami Dębno i Lewart. Pośrodku znajduje się tablica żeliwna z napisem informującym o fundacji plebanii przez Jana Alberta Liwskiego, proboszcza opoczyńskiego. Na płycie widnieje również godło z Orłem Białym i herbem Wazów.

### Mury obronne i bramy miejskie
Mury obronne w Opocznie rozpoczęto budować zapewne wkrótce po lokacji miasta w 1365 r. Mury zbudowane z kamienia miały długość około 950 metrów i wzmacniały je wysunięte prostokątne baszty otwarte od strony miasta. Mury wzmiankowano w 1550 roku. W XVII wieku remontowano je w obawie przed atakiem Tatarów i Turków. Na mapie miasta z 1820 roku widać jeszcze znaczne zachowane odcinki murów. Do dzisiaj zachował się jedynie fragment średniowiecznego muru obronnego w piwnicy domu przy ul. Kołomurnej 13. Nie wiadomo czy Opoczno miało dwie czy trzy bramy miejskie, wzmiankowano jedynie jedną z nich w 1455 roku u wylotu ulicy biegnącej z rynku ku rzece. W 1599 roku na podstawie zezwolenia Zygmunta III Wazy przebito nową bramę od strony Krakowskiego Przedmieścia i był to wylot z zamku na zewnątrz obwodu fortyfikacji. Zarówno mury jak i bramy miejskie zostały rozebrane podczas regulacji w XIX wieku.

## Warto zobaczyć
Zabytki wpisane na listę zabytków:
- śródmieście miasta, nr rej.: 303 z 4.12.1956
- zespół kościoła parafialnego pw. św. Bartłomieja, ul. Kościelna 2:
  - kościół, 1365, 1939, nr rej.: 307 z 1.12.1956 oraz 352 z 21.06.1967
  - dzwonnica, 1 poł. XIX, nr rej.: j.w.
  - plebania, 1622, nr rej.: 838 z 6.02.1959
- zamek, obecnie muzeum, pl. Zamkowy 1, poł. XIV w., XVII w., 1927 nr rej.: 306 z 30.11.1956 oraz 272 z 3.11.1977
- zespół dworski „starostwo”, ul. Parkowa / Kolberga, XVII–XIX w., nr rej.: 779 z 30.05.1972 oraz 256 z 6.10.1995:
  - dwór
  - oranżeria
  - spichrz (lamus)
  - dwa czworaki
  - park
- dom „Esterki” (obecnie Powiatowa i Miejska Biblioteka Publiczna), ul. Kościuszki 15, 1500, nr rej.: 305 z 30.11.1956 i z 21.06.1967
- Nowy cmentarz żydowski w Opocznie – data jego powstania pozostaje nieznana, znajduje się on przy ulicy Limanowskiego 23. Wskutek dewastacji – najpewniej z okresu II wojny światowej – do naszych czasów nie zachowały się żadne nagrobki. Istniał też stary cmentarz żydowski w Opocznie
- synagoga w Opocznie (obecnie znajduje się w niej fabryka okien), ul. Janasa 13 – murowany budynek został wzniesiony pod koniec XVIII wieku. W czasie okupacji budynek został spalony, po wyzwoleniu został tam urządzony magazyn zbożowy a następnie kino. W lutym 2013 została wpisana do rejestru zabytków pod nr A/113. W kwietniu 2013 r. decyzja ta została uchylona
- Zalew Tulipan na Drzewiczce z plażą.

## Demografia

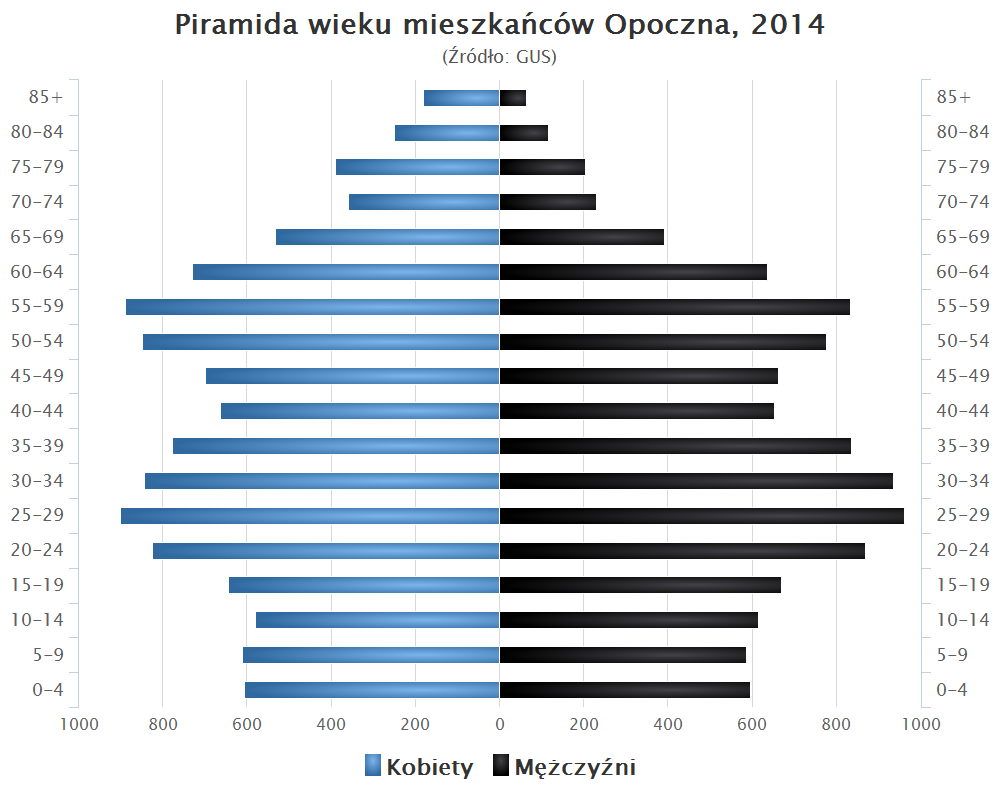
Piramida wieku mieszkańców Opoczna w 2014 roku

## Gospodarka
- Cegielnia (od połowy XIX w.) – należąca do Jana Dziewulskiego i braci Józefa i Władysława Lange, w której produkowana była cegła dla lokalnej ludności. W 1867 roku po odkryciu złóż białej glinki wybudowano budynki nowej fabryki, produkującej płytki kamionkowe do wykładania podłóg, płytki kamionkowe glazurowane do wykładania ścian oraz cegły ogniotrwałą i wyroby szamotowe. W II połowie XX w. fabryka funkcjonowała pod nazwą ZZPC Opoczno[24].

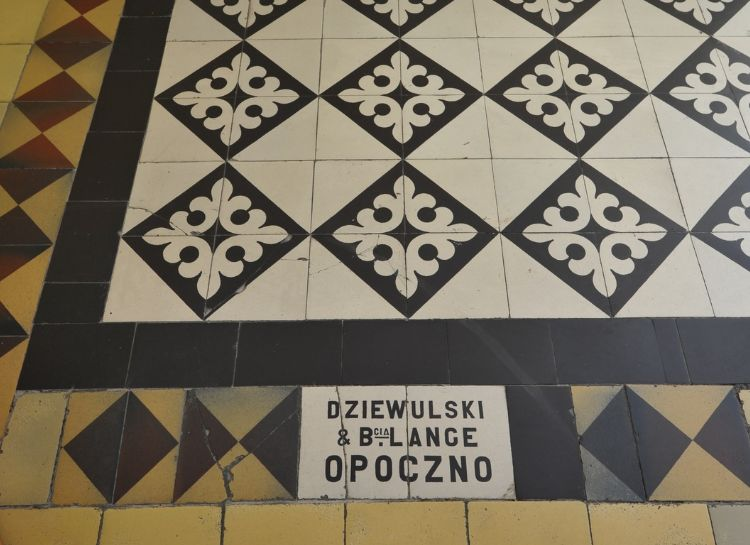
Kafelki z Fabryki Dziewulski i Lange z Opoczna

- Cementownia oraz fabryka materiałów ogniotrwałych – (od 1898 r.) Towarzystwo Akcyjne Fabryki Cementu Opoczno. Założycielami byli warszawski kupiec „drugiej gildii" Stanisław Fürstenberg, białostocki kupiec „pierwszej gildii” Abram Tikitin i inż. Henryk Dobrzyński. Produkowała cegłę kwaso- i ognioodporną, wyroby szamotowe, mączkę i zaprawę szamotową. W latach 1923–1925 cementownia została przekształcona w Fabrykę Materiałów Ogniotrwałych Opoczno. W latach 30. XX wieku uległa pożarowi, po wojnie została upaństwowiona i działa jako OZMO - Opoczyńskie Zakłady Materiałów Ogniotrwałych[25].

- Produkcja betoniarek oraz części zamiennych do maszyn rolniczych – (od 1975 r.) przez firmę Agro-Wikt należącą do Jana Wiktorowicza. W pierwszych latach działalności produkowane były maszyny rolnicze, jednak od 1998 roku produkowane są również betoniarki będące do dziś głównym wyrobem fabryki. Agro-Wikt produkuje obecnie ok. 15 tysięcy betoniarek rocznie z czego 20% stanowi eksport do 10 krajów Europy Wschodniej. W styczniu 2017 roku wygrany został przetarg na dofinansowanie w postaci 14 mln złotych dotyczący budowy nowej fabryki przy ulicy Przemysłowej gdzie będą produkowane lemiesze, dłuta i części zamienne do maszyn rolniczych[26].

## Zanieczyszczenie powietrza
Według raportu Światowej Organizacji Zdrowia w 2016 roku Opoczno zostało sklasyfikowane jako szóste pod względem zanieczyszczenia powietrza miasto Unii Europejskiej. W 2014 roku dopuszczalny średnioroczny poziom rakotwórczego benzo(a)pirenu został tam przekroczony niemal piętnastokrotnie i wyniósł 14,6 ng/m³. Począwszy od 1 stycznia 2017 roku przeniesiono stację manualną z pl. Kościuszki 15 na ul. Skłodowskiej-Curie 5.
| Rok  | Średnioroczny poziom benzo(a)pirenu (BaP) | Przekroczenie poziomu dopuszczalnego |
| ---- | ----------------------------------------- | ------------------------------------ |
| 2016 | 17,80 ng/m³                               | 1780% (+ 217%)                       |
| 2015 | 15,63 ng/m³                               | 1563% (+ 103%)                       |
| 2014 | 14,6 ng/m³                                | 1460%                                |
| 2013 | 14,6 ng/m³                                | 1460% (- 460%)                       |
| 2012 | 19,2 ng/m³                                | 1920% (+ 120%)                       |
| 2011 | 18,0 ng/m³                                | 1800%                                |

| Rok  | Średnioroczny poziom benzo(a)pirenu (BaP) | Przekroczenie poziomu dopuszczalnego |
| ---- | ----------------------------------------- | ------------------------------------ |
| 2024 | 2 ng/m³                                   | 200%                                 |
| 2023 | 2 ng/m³                                   | 200%                                 |
| 2022 | 3 ng/m³                                   | 300%                                 |
| 2021 | 3 ng/m³                                   | 300%                                 |
| 2020 | 3 ng/m³                                   | 300%                                 |
| 2019 | 4 ng/m³                                   | 400%                                 |
| 2018 | 5 ng/m³                                   | 500%                                 |
| 2017 | 5,8 ng/m³                                 | 580%                                 |

## Transport

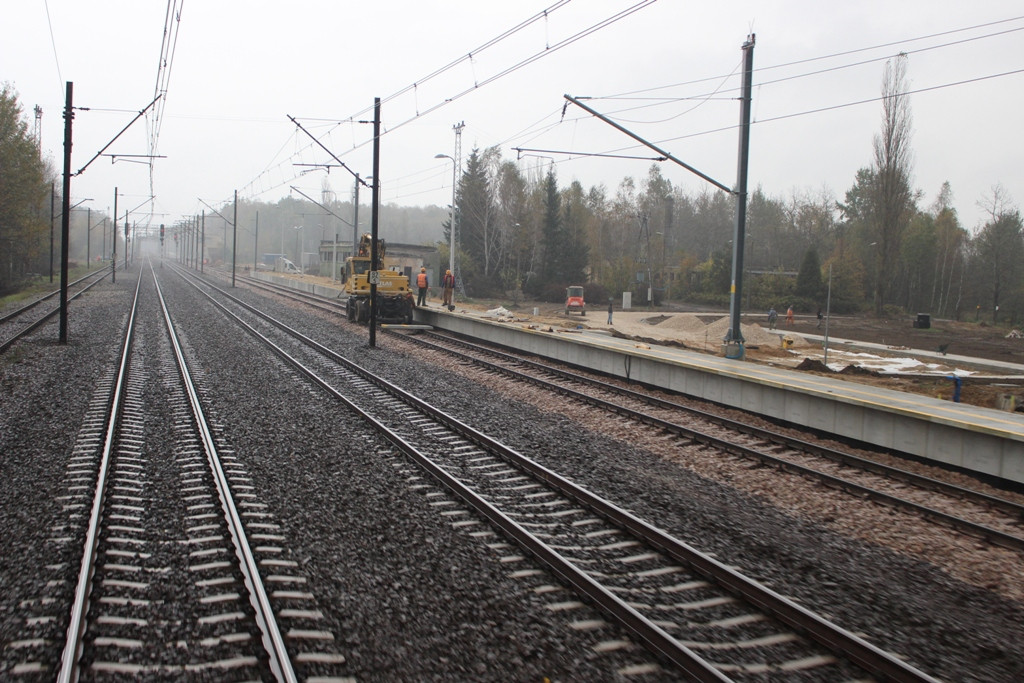
Budowana na CMK stacja Opoczno Południe, (2014 r.)

### Drogowy
Przez miasto przebiega droga krajowa nr 12 (przyszła droga ekspresowa S12) oraz droga wojewódzka nr 726. Z Tomaszowem Mazowieckim Opoczno łączy droga wojewódzka nr 713 do Łodzi.

### Kolejowy
Na obrzeżach miasta funkcjonuje stacja kolejowa Opoczno Południe (Centralna Magistrala Kolejowa) , umożliwiająca połączenia do 
- Warszawy
- Krakowa
- Łodzi
- Poznania
- Gdyni
- Katowic
- Pragi
- Budapesztu
- Monachium
- Mockavy

Połączenia realizowane są przez PKP Intercity, w większości klasą Intercity, z kilkoma wyjątkami klasą TLK
Istnieje również w centrum miasta stacja Opoczno (linia kolejowa nr 25), umożliwiająca połączenia do:
- Tomaszowa Mazowieckiego
- Łodzi Kaliskiej
- Końskich
- Skarżyska-Kamiennej
- Łodzi Fabrycznej

Połączenia realizowane są w większości przez Łódzką Kolej Aglomaracyjną, oprócz jednej pary kursów realizowanej przez Polregio.

### Miejski
W Opocznie działa Miejskie Przedsiębiorstwo Komunikacyjne.

### Autobusowy
Z Opoczna bezpośrednio można dojechać do Lublina, Warszawy, Wrocławia, Częstochowy, Łodzi, Kłodzka, Końskich, Krakowa i innych większych miast.

### Lotniczy
Najbliższym cywilnym portem lotniczym jest Port Lotniczy Warszawa-Radom, oddalony jest on od Opoczna o 70 km.
Kolejnymi bliskimi lotniskami są:
- Port Lotniczy im. Władysława Reymonta w Łodzi (oddalony o 100 km)
- Port Lotniczy im. Fryderyka Chopina w Warszawie (oddalony o 120 km)
- Port Lotniczy Warszawa-Modlin (oddalony o 160 km)

## Administracja
Burmistrzem miasta jest Michał Konecki, pełniący tę funkcję od 7 maja 2024 roku. Funkcję przewodniczącego Rady Miejskiej pełni Dariusz Kołodziejczyk.

## Edukacja
Przedszkola
- Przedszkole nr 2
- Przedszkole nr 4
- Przedszkole nr 5
- Przedszkole nr 6
- Przedszkole nr 8

Szkoły podstawowe
- Szkoła Podstawowa nr 1
- Szkoła Podstawowa nr 2
- Szkoła Podstawowa nr 3
- Centrum Edukacji i Rozwoju[45]
- Zespół Szkół Prywatnych w Opocznie

Szkoły średnie
- I Liceum Ogólnokształcące im. Stefana Żeromskiego
- Samorządowe Liceum Ogólnokształcące
- Zespół Szkół Powiatowych im.Stanisława Staszica

## Wspólnoty wyznaniowe
- Kościół rzymskokatolicki (dekanat opoczyński):
  - parafia św. Bartłomieja
  - parafia Najświętszej Maryi Panny Królowej Polski
  - parafia Podwyższenia Krzyża Świętego
- Świadkowie Jehowy:
  - zbór Opoczno (Sala Królestwa)[46][47].

## Współpraca międzynarodowa

### Miasta i gminy partnerskie
Źródło: 
- Opočno
- Bytča
- Jarocin
- Słowiańsk
- Zwiahel

## Obywatele honorowi
- Stanisław Nałęcz Małachowski otrzymał tytuł Honorowego Obywatela Miasta Opoczno w kwietniu 1791 jako reprezentant spraw mieszczańskich i współtwórca Konstytucji 3 maja[49].
- Józef Piłsudski otrzymał obywatelstwo w uznaniu wielkiej roli i znaczenia w życiu i rozwoju Państwa Polskiego 27 marca 1935[50].
- Dr Władysław Dziadosz 4 marca 1936 tytuł Honorowego Obywatela Miasta Opoczno w podziękowaniu za poparcie działań samorządu miejskiego[51].
- Edward Śmigły-Rydz 18 lipca 1937 roku Rada Miejska miasta Opoczno „dając wyraz najgłębszego uznania dla zasług Marszałka Edwarda Śmigłego-Rydza, tak dla dzieła odzyskania Niepodległości Państwa Polskiego, jak i budowy w Narodzie Siły i Jedności (…) aktem uroczystym postanowiła Wielkiemu Synowi Ojczyzny i Wodzowi Narodu (…) nadać obywatelstwo honorowe miasta Opoczna”[52].
- Jan Paweł II 30 grudnia 1999 roku w Rada Miejska w Opocznie jednomyślnie nadała Honorowe Obywatelstwo Gminy-Miasta Opoczno „Ojcu Świętemu Janowi Pawłowi II, największemu Polakowi, Naszemu Przewodnikowi w „Trzecie Tysiąclecie” w uznaniu nieocenionych zasług dla Państwa i Narodu Polskiego, w podziękowaniu za wielki wkład w odzyskanie przez Rzeczpospolitą suwerenności”[53].
- Ryszard Kaczorowski 8 marca 2005 roku otrzymał obywatelstwo jako ostatni Prezydent II Rzeczypospolitej na uchodźstwie, w uznaniu zasług w krzewieniu polskości na emigracji[54].
- Kardynał Stanisław Dziwisz 11 października 2007 roku otrzymał tytułu Honorowego Obywatela Miasta „w podziękowaniu za wierną i ofiarną służbę Umiłowanemu Ojcu Świętemu Janowi Pawłowi II i Przewodnictwo Duchowe w prowadzeniu Jego ścieżkami Narodu Polskiego”[55].